# 韋爾巴 (諾夫霍羅德-錫韋爾斯基區)
51°42′2″N 32°47′33″E / 51.70056°N 32.79250°E
韋爾巴（烏克蘭語：Верба），是烏克蘭北部切爾尼希夫州诺夫霍罗德-锡韦尔斯基区波诺尔尼察市镇的村落。始建於1399年，面積8.34平方公里，海拔高度149米，2024年人口431，人口密度每平方公里106.03人。